# 德川齊明
德川齊明（1810年1月10日—1827年8月2日），御三卿清水德川家第4代當主。

## 生平
保之丞在文化六年（1810年）出生，是江戶幕府將軍德川家齊的第11子，母親是皆春院；同時也是第12代將軍家慶的異母弟。
文化十年（1816年），保之丞入住清水門內館，成為清水德川家前任當主德川齊順的養子與當主。四年後（1820年）他元服，並受賜父親的偏諱，命名為齊明，敘任從三位左近衛權中將兼式部卿，領10萬石祿。
| 德川齊明        |                               |                 |
| 王位覬覦者      |                               |                 |
| 前任： 德川齊順 | 清水德川家當主 1816年－1827年 | 繼任： 德川齊彊 |